# CRUX
CRUX é uma distribuição Linux leve otimizada para computadores x86-64, voltada para usuários de Linux experientes e instalada através de um sistema de gerenciamento de pacotes baseado em tar.gz com initscripts de estilo BSD. Ele não é baseado em outra distribuição Linux.  Ele também utiliza um sistema de portes para instalar e atualizar aplicativos.
Embora crux seja a palavra em Latim para "cruz", a escolha do nome "CRUX" em si não tem significado. Per Lidén escolheu isso porque "soou legal" e termina em "X", o que o coloca em linha com vários outros sabores do Unix, como IRIX, Ultrix, Mac OS X e IBM AIX.

## Instalação
O CRUX não inclui um programa de instalação gráfico. Em vez disso, o usuário inicializa o kernel armazenado em um CD ou disquete; particiona o(s) dispositivo(s) de armazenamento para o qual o sistema operacional será instalado (usando um programa como fdisk ou cfdisk); cria os sistemas de arquivos apropriados nas várias partições; monta o CD ou o NFS juntamente com as partições criadas anteriormente para uso pelo script de instalação do pacote; compila um novo kernel; e instala um carregador de inicialização, tudo através de comandos de shell.

## Gerenciamento de pacotes
O CRUX implementa uma infraestrutura semelhante à dos sistemas operacionais baseados em BSD para gerenciamento de pacotes. Os pacotes consistem em um Pkgfile (que é um script de shell), todos os patches necessários para ajustar o funcionamento do programa, hashes md5 usados para verificar a integridade dos arquivos baixados e um arquivo de banco de dados listando os arquivos a serem incluídos nos pacotes. Esses arquivos são baixados de um repositório de software do CRUX, compilados e instalados usando o frontend prt-get para pkgutils. Os códigos fontes do software são baixadas dos sitess dos fabricantes nos endereços especificados no Pkgfile.

## Lançamentos
| Versão | Data              |
| ------ | ----------------- |
| 1.0    | Dezembro de 2002  |
| 1.1    | Março de2003      |
| 1.2    | Agosto de 2003    |
| 1.3    | Dezembro de 2003  |
| 1.3.1  | Fevereiro de 2004 |
| 2.0    | Março de 2004     |
| 2.1    | Abril de 2005     |
| 2.2    | Abril de 2006     |
| 2.3    | Março de 2007     |
| 2.4    | Dezembro de 2007  |
| 2.5    | Dezembro de 2008  |
| 2.6    | Setembro de 2009  |
| 2.7    | Outubro de 2010   |
| 2.7.1  | Novembro de 2011  |
| 2.8    | Outubro de 2012   |
| 3.0    | Janeiro de 2013   |
| 3.1    | Julho de 2014     |
| 3.2    | Novembro de 2015  |
| 3.3    | Fevereiro de 2017 |
| 3.4    | Maio de 2018      |
| 3.5    | Junho de 2019     |
| 3.6    | Dezembro de 2020  |
| 3.7    | Setembro de 2022  |